# Мейбл Ноулз
Мейбл Вініфред Ноулз, відома під псевдонімами Мей Вінн і Лестер Лурган (1 січня 1875 — 29 листопада 1949) — британська популярна письменниця та церковна діячка. Авторка сотень історичних романів і книжок для дітей. Написала кілька науково-фантастичних книг, зокрема книгу, за якою знято перший британський науково-фантастичний фільм. 25 років віддала місії в Лондоні.

## Життєпис
Народилася 1875 року в Стрітемі в родині Емми Летиції (уроджена Пакстон) і Вільяма Ноулзів. Батько був банкіром-торговцем, і вона здобула домашню освіту. Її перша книга мала назву «Мета життя» (англ. Life's Object), і містила поради дівчатам, зокрема, що вони не повинні приділяти увагу легкій атлетиці або, за іронією долі, «дурним, безглуздим історіям кохання» (англ. foolish mawkish love stories).

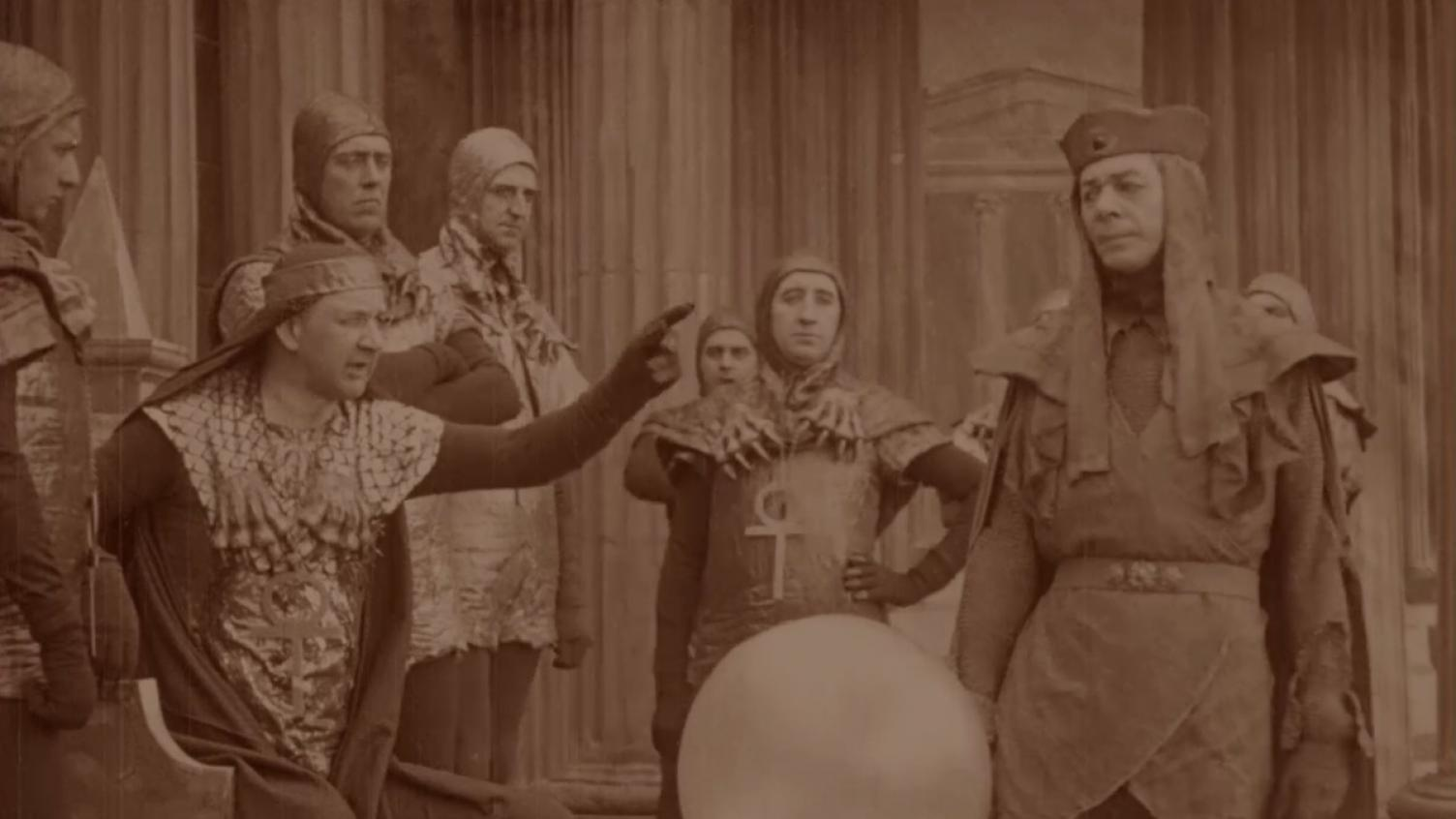
Кадр із фільму 1913 року «Послання з Марса».

Ноулз взяла псевдонім Лестер Лурган, під яким створила детективи та науково-фантастичні оповідання, серед яких «Послання з Марса» (1912). Цю книгу також приписували Річарду Ґентоні оскільки вона заснована на його успішній однойменній п’єсі, яка була популярною 1899 року. 1913 року знято фільм «Послання з Марса» — перший британський науково-фантастичний фільм. У ньому знявся Чарльз Говтрі, а сюжет фільму нагадував «Різдвяну пісню» Чарльза Діккенса.
Також писала під псевдонімом Мей Вінн, якій приписують сотні книг.
Писала оповідання для Cassell's Family Magazine, The Lady's Realm і The Pall Mall Magazine, водночас написала багато історичних романів і книг для дітей.
Приблизно від 1924 року керувала Місійною церквою Святого Луки, продовжуючи писати. 1909 року церква Вознесіння у Вікторія-Докс відкрила місіонерський дім для робітниць.[джерело?]
Протягом життя написала понад 300 книг. Керувала місією протягом 25 років, померла під час підготовки місіонерського служіння для жінок 29 листопада 1949 року.

## Вибрані твори
- Велика пригода (англ. The Great Adventure; Ворд, Лок і Ко., 1948)
- Меліс Рокелл (англ. Malys Rockell)
- Тринадцять на щастя (англ. Thirteen For Luck)